# Middlesbrough Football Club 2020-2021
Questa voce raccoglie le informazioni riguardanti il Middlesbrough Football Club nelle competizioni ufficiali della stagione 2020-2021.

## Maglie e sponsor
| Casa | Trasferta | Terza maglia |

Sponsor ufficiale: 32 Red
Fornitore tecnico: Hummel

## Rosa
Aggiornata al 25 febbraio 2021.
| N. |                         | Ruolo | Calciatore                    |
| -- | ----------------------- | ----- | ----------------------------- |
| 1  | Inghilterra (bandiera)  | P     | Marcus Bettinelli             |
| 2  | Paesi Bassi (bandiera)  | D     | Anfernee Dijksteel            |
| 3  | Inghilterra (bandiera)  | C     | Marvin Johnson                |
| 4  | Inghilterra (bandiera)  | D     | Grant Hall                    |
| 5  | Egitto (bandiera)       | C     | Sam Morsy                     |
| 6  | Inghilterra (bandiera)  | D     | Dael Fry                      |
| 7  | Inghilterra (bandiera)  | C     | Marcus Tavernier              |
| 8  | Inghilterra (bandiera)  | C     | Lewis Wing                    |
| 9  | RD del Congo (bandiera) | A     | Britt Assombalonga (capitano) |
| 11 | Inghilterra (bandiera)  | A     | Ashley Fletcher               |
| 12 | Inghilterra (bandiera)  | C     | Marcus Browne                 |
| 13 | Scozia (bandiera)       | P     | Jordan Archer                 |
| 15 | Inghilterra (bandiera)  | D     | Nathan Wood                   |
| 16 | Inghilterra (bandiera)  | C     | Jonathan Howson               |

| N. |                               | Ruolo | Calciatore       |
| -- | ----------------------------- | ----- | ---------------- |
| 17 | Irlanda del Nord (bandiera)   | D     | Paddy McNair     |
| 19 | Inghilterra (bandiera)        | C     | Patrick Roberts  |
| 21 | RD del Congo (bandiera)       | C     | Neeskens Kebano  |
| 22 | Irlanda del Nord (bandiera)   | C     | George Saville   |
| 24 | Inghilterra (bandiera)        | C     | Sam Forlain      |
| 27 | Inghilterra (bandiera)        | D     | Marc Bola        |
| 29 | Inghilterra (bandiera)        | D     | Djed Spence      |
| 31 | Inghilterra (bandiera)        | P     | Sol Brynn        |
| 32 | Macedonia del Nord (bandiera) | P     | Dejan Stojanović |
| 33 | Inghilterra (bandiera)        | D     | Hayden Coulson   |
| 36 | Inghilterra (bandiera)        | A     | Stephen Walker   |
| 37 | Inghilterra (bandiera)        | C     | Ben Liddle       |
| 41 | Inghilterra (bandiera)        | A     | Rumarn Burrell   |
| 42 | Inghilterra (bandiera)        | P     | Aynsley Pears    |